# Football Club Lorient-Bretagne Sud 2016-2017
Questa voce raccoglie le informazioni riguardanti il Football Club Lorient-Bretagne Sud nelle competizioni ufficiali della stagione 2016-2017.

## Rosa
| N. |                       | Ruolo | Calciatore        |
| -- | --------------------- | ----- | ----------------- |
| 1  | Francia (bandiera)    | P     | Anthony Lamonge   |
| 3  | Francia (bandiera)    | D     | Bradley Mazikou   |
| 5  | Senegal (bandiera)    | D     | Zargo Touré       |
| 6  | Francia (bandiera)    | D     | François Bellugou |
| 7  | Francia (bandiera)    | C     | Arnold Mvuemba    |
| 8  | Portogallo (bandiera) | C     | Cafú              |
| 9  | Ghana (bandiera)      | A     | Majeed Waris      |
| 10 | Francia (bandiera)    | C     | Sylvain Marveaux  |
| 13 | Francia (bandiera)    | D     | Michaël Ciani     |
| 14 | Francia (bandiera)    | A     | Jérémie Aliadière |
| 15 | Francia (bandiera)    | D     | Mathieu Peybernes |
| 16 | Francia (bandiera)    | P     | Paul Delecroix    |
| 17 | Algeria (bandiera)    | C     | Walid Mesloub     |

| N. |                    | Ruolo | Calciatore            |  |
| -- | ------------------ | ----- | --------------------- |  |
| 18 | Francia (bandiera) | C     | Alexis Claude Maurice |  |
| 19 | Francia (bandiera) | C     | Romain Philippoteaux  |  |
| 20 | Francia (bandiera) | D     | Steven Moreira        |  |
| 21 | Guinea (bandiera)  | A     | Mohamed Mara          |  |
| 23 | Ghana (bandiera)   | C     | Alhassan Wakaso       |  |
| 25 | Francia (bandiera) | D     | Vincent Le Goff       |  |
| 26 | Francia (bandiera) | C     | Issam Ben Khemis      |  |
| 27 | Francia (bandiera) | C     | Jimmy Cabot           |  |
| 28 | Francia (bandiera) | C     | Maxime Barthelmé      |  |
| 29 | Francia (bandiera) | D     | Pape Paye             |  |
| 34 | Francia (bandiera) | D     | Erwin Koffi           |  |
| 40 | Francia (bandiera) | P     | Benjamin Lecomte      |  |
|    | Francia (bandiera) | C     | Fabien Lemoine        |  |

### Staff tecnico
- Allenatore:  Bernard Casoni
- Allenatore assistente  Franck Haise
- Preparatore dei portieri:  Patrick L'Hostis
- Preparatore atletico:  Florian Simon
- Coordinatore vivaio:  Cristophe Le Roux
- Coordinatore vivaio:  Stéphane Pédron
- Direttore settore giovanile: Régis Le Bris
- Medico sociale:  Leonidas Vokolos
- Fisioterapista:  Régis Bouyaux
- Fisioterapista:  David Le Gall